# Нотр-Дам-де-Курсон
Нотр-Дам-де-Курсо́н (фр. Notre-Dame-de-Courson) — коммуна во Франции, находится в регионе Нижняя Нормандия. Департамент коммуны — Кальвадос. Входит в состав кантона Ливаро. Округ коммуны — Лизьё.
Код INSEE коммуны — 14471.

## Население
Население коммуны на 2010 год составляло 423 человека.
| 1962 | 1968 | 1975 | 1982 | 1990 | 1999 | 2010 |
| ---- | ---- | ---- | ---- | ---- | ---- | ---- |
| 529  | 506  | 441  | 386  | 416  | 357  | 423  |

## Экономика
В 2010 году среди 242 человек трудоспособного возраста (15—64 лет) 183 были экономически активными, 59 — неактивными (показатель активности — 75,6 %, в 1999 году было 63,2 %). Из 183 активных жителей работали 164 человека (89 мужчин и 75 женщин), безработных было 19 (10 мужчин и 9 женщин). Среди 59 неактивных 19 человек были учениками или студентами, 25 — пенсионерами, 15 были неактивными по другим причинам.